# Пехау, Манфред
Манфред Карл Фридрих Пехау (нем. Manfred Karl Friedrich Pechau; 23 декабря 1909, Галле, Германская империя — 18 марта 1950, Мюнхен, ФРГ) — германист, штурмбаннфюрер СС, командир айнзацкоманд 1b и 2, входивших в состав айнзацгруппы A, руководитель отдела «политический католицизм» в ведомстве Альфреда Розенберга, сотрудник главного управления имперской безопасности.

## Биография
Манфред Пехау родился 23 декабря 1909 года в Галле. Получил школьное образование в социальном учреждении Франке в Галле. С 1929 года изучал германистику в университетах Грайфсвальда, Лейпцига, Инсбрука. В Грайфсвальдском университете он также изучал историю, философию и физическую культуру.
В 1930 году в Грайфсвальде стал членом национал-социалистического союза студентов. 15 ноября 1931 года вступил Штурмовых отрядах (СА). 1 мая 1932 года вступил в НСДАП (билет № 1159621). С мая по октябрь 1933 года учился на редактора в Грайфсвальдском партийном центре. С 1933 года был редактором университетской газеты, а с 1934 года — руководителем студенчества в Грайфсвальде. Кроме того, Пехау был организатором сожжения книг в Грайфсвальде.
В 1935 году получил докторскую степень по философии, защитив диссертацию на тему «Национал-социализм и немецкий язык». В 1936 году сдал первый государственный экзамен по германистике, истории и физической культуре, а в октябре 1937 года — второй. В то же время 24 июня 1937 года он подал заявление на прохождение хабилитации. С октября 1937 года был руководителем отдела экономики в национал-социалистическом студенческом управлении в Берлине.
В апреле 1938 года был переведён в ведомство нацистского идеолога Альфреда Розенберга, где до ноября 1939 года возглавлял отдел по «политическому католицизму». В мае 1940 года после педагогической практики в школе стал главным референтом по обучению при инспекторе полиции безопасности и СД. Впоследствии был сотрудником отдела I B3 (школьные учебные программы) главного управления имперской безопасности (РСХА), которым руководил Мартин Зандбергер, и учителем в школе полиции безопасности в Шарлоттенбурге.
В январе 1941 добровольно поступил на службу в запасной дивизион связи в Нюрнберге. Для запланированной войны с Советским Союзом Пехау был зачислен в руководящий состав айнзацгрупп и весной 1941 года проходил соответствующую подготовку в городе Преч. 1 сентября 1942 года ему было присвоено звание штурмбаннфюрера СС. С октября 1942 года в качестве преемника Германа Хубига возглавлял зондеркоманду 1b в составе айнзацгруппы A. Когда главное отделение организации Цеппелин было перенесено в Ригу, Пехау было поручено построить секретную школу Taubenschlag и организовать там формирование партизанских групп. Кроме того, он был назначен инструктором в организации Цеппелин. С марта 1943 года был командиром айнзацкоманды 2. На этом посту был причастен к уничтожению 6000 человек в белорусском городе Барановичи. Вероятно, принимал участие в операции «Малярия», которая заключалась в уничтожении партизан в болотах Локни к югу от Ленинграда. В результате этой операции было уничтожено 8350 евреев и «эвакуировано» 1270 человек.
В 1944 году был переведён в отдел VI S (саботаж) в РСХА под руководством оберштурмбаннфюрера СС Отто Скорцени.
18 марта 1950 года Пехау покончил жизнь самоубийством.

## Сочинения
- Национал-социализм и немецкий язык — Грайфсвальд: диссертация, 1935